# 2876 Есхіл
2876 Есхіл (2876 Aeschylus) — астероїд головного поясу, відкритий 24 вересня 1960 року.
Тіссеранів параметр щодо Юпітера — 3,357.